# Бріссаго (Тічино)
Бріссаго (італ. Brissago) — громада  в Швейцарії в кантоні Тічино, округ Локарно.

## Географія
Громада розташована на відстані близько 135 км на південний схід від Берна, 26 км на захід від Беллінцони.
Бріссаго має площу 17,8 км², з яких на 7,6% дозволяється будівництво (житлове та будівництво доріг), 5,6% використовуються в сільськогосподарських цілях, 70% зайнято лісами, 16,8% не є продуктивними (річки, льодовики або гори).

## Демографія
2019 року в громаді мешкало 1695 осіб (-6,7% порівняно з 2010 роком), іноземців було 21,8%. Густота населення становила 95 осіб/км².
За віковим діапазоном населення розподілялося таким чином: 10,3% — особи молодші 20 років, 51,9% — особи у віці 20—64 років, 37,8% — особи у віці 65 років та старші. Було 917 помешкань (у середньому 1,8 особи в помешканні).
Із загальної кількості 1267 працюючих 18 було зайнятих в первинному секторі, 178 — в обробній промисловості, 1071 — в галузі послуг.